# هاشم‌آباد (ارومیه)
هاشم‌آباد، روستایی است از توابع بخش سیلوانا و در شهرستان ارومیه استان آذربایجان غربی ایران.

## جمعیت
این روستا در دهستان مرگور و در مسیر جاده ارومیه به زیوه قرار گرفته‌است. روستاهای همسایه این روستا، سه گرکان (شمال)، دوکانا (شمال غربی)، حلج (غرب)، زیوه (جنوب) و برازان (شرق) می‌باشند. بر اساس سرشماری سال ۱۳۸۵ جمعیت آن ۱۰۲۴ نفر (۱۸۴ خانوار) بوده‌است.

### مردم‌شناسی
مردم روستای هاشم آباد کرد هستند که زبان کردی کرمانجی بادینی صحبت می‌کنند ، که از ایل‌های ایل هرکی و عشیره سیدان با مذهب اهل سنت شافعی تشکیل شده‌اند
ساکنان این روستا پیوندی خونی بایکدیگر دارند و تمامی این خانواده‌ها از مردم کرد زبان و با پسوند هاشم‌آبادی شناخته می‌شوند.

## مشاهیر
محمدصالح حاجی هاشم آباد مشهور به ماموستا هاشم آبادی، امام جمعه پیرانشهر

## طبیعت
هاشم‌آباد به دلیل داشتن چشمه‌های فراوان از جمله کانی قش و عبور آب‌های روان سطحی همانند رودخانهٔ باراندوز از کنار آن، روستای مستعدی از نظر کشاورزی می‌باشد.
نقاط دیدنی روستا شامل رودخانه باراندوز، حاجی پیرلو (حاجی پیلا)، کانی قش و باغات سیب آن می‌باشد.

### مزارع زراعی
عمدتاً مزارع کشت گندم، جو و یونجه و سپس سایر محصولات کشاورزی مثل آفتابگردان، چغندرقند

### باغات کشاورزی
عمدتاً باغات سیب و سپس آلو، زردآلو، گلابی

## ورزش
- شرکت در جام تیم‌های فوتبال مرگور
- شرکت در جام تیم‌های عشایر آذربایجان غربی
- شرکت در جام وحدت و دوستی
- شرکت در جام فوتبال روستای
- شرکت در جام فوتبال عشایری

دربرخی اوقات در مرگور بالغ بر ۵۰ تیم با هم به رقابت می‌پردازند و اوقات فراغت جوانان و دانش آموزان و دانشجویان در تعطیلات نوروز با این ورزش مفرح به بهترین نحو پر می‌گردد. جام وحدت و دوستی چند روز قبل از شروع تعطیلات آغاز می‌گردد و در پایان تعطیلات با مشخص شدن تیم قهرمان به کار خود پایان می‌دهد.
روستاهایی که چمن مناسب در اختیار دارند (مانند روستای زیوه، گلستانه، سوسن آباد و هفت آباد) اغلب اوقات میزبانی این جام را بر عهده می‌گیرند.
تیم منتخب جوانان مرگورتحت نام فریاد مرگور توانستند در سال‌های اخیر استعداد و توانایی‌های خود را نتنها در سطح شهر ارومیه، بلکه در سطح استان نیز به اثبات برسانند و بارها به عنوان تیم برتر روستایی و عشایری استان شناخته شدند.